# Angry
 (septembre 2023).
La mise en forme du texte ne suit pas les recommandations de Wikipédia : il faut le « wikifier ».
Les points d'amélioration suivants sont les cas les plus fréquents. Le détail des points à revoir est peut-être précisé sur la page de discussion.
- Les titres sont pré-formatés par le logiciel. Ils ne sont ni en capitales, ni en gras.
- Le texte ne doit pas être écrit en capitales (les noms de famille non plus), ni en gras, ni en italique, ni en « petit »…
- Le gras n'est utilisé que pour surligner le titre de l'article dans l'introduction, une seule fois.
- L'italique est rarement utilisé : mots en langue étrangère, titres d'œuvres, noms de bateaux, etc.
- Les citations ne sont pas en italique mais en corps de texte normal. Elles sont entourées par des guillemets français : « et ».
- Les listes à puces sont à éviter, des paragraphes rédigés étant largement préférés. Les tableaux sont à réserver à la présentation de données structurées (résultats, etc.).
- Les appels de note de bas de page (petits chiffres en exposant, introduits par l'outil «  Source ») sont à placer entre la fin de phrase et le point final[comme ça].
- Les liens internes (vers d'autres articles de Wikipédia) sont à choisir avec parcimonie. Créez des liens vers des articles approfondissant le sujet. Les termes génériques sans rapport avec le sujet sont à éviter, ainsi que les répétitions de liens vers un même terme.
- Les liens externes sont à placer uniquement dans une section « Liens externes », à la fin de l'article. Ces liens sont à choisir avec parcimonie suivant les règles définies. Si un lien sert de source à l'article, son insertion dans le texte est à faire par les notes de bas de page.
- La présentation des références doit suivre les conventions bibliographiques. Il est recommandé d'utiliser les modèles {{Ouvrage}}, {{Chapitre}}, {{Article}}, {{Lien web}} et/ou {{Bibliographie}}. Le mode d'édition visuel peut mettre en forme automatiquement les références.
- Insérer une infobox (cadre d'informations à droite) n'est pas obligatoire pour parachever la mise en page.

Pour une aide détaillée, merci de consulter Aide:Wikification.
Si vous pensez que ces points ont été résolus, vous pouvez retirer ce bandeau et améliorer la mise en forme d'un autre article.
Singles de The Rolling Stones
Scarlet
(2020)
Angry est une chanson du groupe de rock britannique les Rolling Stones, qui constitue le premier single de leur album studio Hackney Diamonds. Sorti le 6 septembre 2023, il est la première musique originale du groupe depuis trois ans (après le single autonome Living in a Ghost Town paru en 2020), tandis que Hackney Diamonds est le premier album de chansons originales depuis dix-huit ans (après A Bigger Bang sorti en 2005).

## Parution et promotion
Le 2 septembre 2023 – après quelques semaines de teasers en ligne énigmatiques pour le nouvel album – le groupe présente en avant-première un court extrait d'Angry sur un site Web dédié à ce titre ; cette mise en ligne a connu une instabilité et des erreurs fréquentes que certains ont interprétées comme étant intentionnelles,. Le 4 septembre, l'album est officiellement annoncé, tout comme les plans d'une émission en direct avec l'animateur de télévision Jimmy Fallon à l'occasion de laquelle plus d'informations seraient révélées et le premier single serait présenté.
Le 6 septembre, cette émission, enregistrée au Hackney Empire Theatre de Londres, est diffusée sur la chaîne YouTube officielle des Rolling Stones . Au cours de celle-ci, Fallon interviewe le groupe qui révéle la liste des morceaux et la date de sortie de l'album et répond à diverses questions envoyées par les fans, avant la diffusion du clip vidéo à la fin de l'interview. La vidéo montre l'actrice Sydney Sweeney traversant Los Angeles dans une décapotable rouge, avec les membres du groupe interprétant la chanson sur de grands panneaux d'affichage le long du chemin ; ces images sont en fait des extraits d'anciennes vidéos du groupe retouchées numériquement.

## Personnel
The Rolling Stones
- Mick Jagger : chant, chœurs, guitare
- Keith Richards : guitare, basse, chœurs
- Ronnie Wood : guitare, chœurs

Musiciens additionnels
- Matt Clifford : piano
- Steve Jordan : batterie
- Andrew Watt : production, chœurs, percussion
- Marc VanGool – assistant studio, technicien

## Accueil
Angry a reçu des critiques principalement positives. Une critique du Telegraph a attribué à la chanson 5 étoiles sur 5, la qualifiant de "meilleur single du groupe depuis quatre décennies, une explosion absolue [avec] un défi extravagant et moqueur"; décrivant le riff comme « résolument stupide », le solo de guitare comme « attirant » et le style général comme « résolument démodé ». Une autre critique 5 étoiles du journal I partage ce sentiment positif, qualifiant la chanson de "rock 'n' roll entraînant et rugissant" avec un "riff de guitare typiquement énorme et sûr [et] un refrain accrocheur" qui sont "[imprégné avec] l'émotion et la vie". Une critique 4 étoiles de The Guardian fait également écho à cet éloge, citant la capacité du groupe à « passer intelligemment des accords mineurs aux accords majeurs, transportant [une] histoire de désespoir et de résignation alternés » tout en faisant du morceau « une huée complète [qui] suggère le plaisir, la liberté et la faim créative". Alternativement, une critique de Far Out a émis une opinion dissidente et a noté la chanson 2,5 étoiles sur 5, critiquant la chanson comme "nettement moyenne" et "sans surprise", déclarant en outre qu'elle utilise "la même recette et un riff de blues plutôt fatigué" et qu'il "vise à faire vibrer mais ne fait que titiller".

## Classements

### Classements hebdomadaires
| Classements (2023–24)                  | Meilleures positions |
| -------------------------------------- | -------------------- |
| Autriche (Ö3 Austria Top 40)           | 38                   |
| Belgique (Flandre Ultratop 50 Singles) | 32                   |
| Croatie (HRT)                          | 9                    |
| Tchéquie (IFPI Rádio)                  | 100                  |
| France (SNEP)                          | 144                  |
| Allemagne (Media Control AG)           | 21                   |
| Japon (Japan Hot 100)                  | 66                   |
| Lituanie Airplay (LAIPA)               | 16                   |
| Pays-Bas (Single Top 100)              | 34                   |
| Pays-Bas (Tipparade)                   | 9                    |
| Nouvelle-Zélande Hot Singles (RMNZ)    | 11                   |
| Slovaquie (IFPI Rádio)                 | 88                   |
| Corée du Sud BGM (Circle)              | 153                  |
| Suède Heatseeker (Sverigetopplistan)   | 4                    |
| Suisse (Schweizer Hitparade)           | 42                   |
| Royaume-Uni (UK Singles Chart)         | 34                   |
| États-Unis (Alternative Songs)         | 32                   |

### Classement mensuel
| Classement (2023) | Meilleure position |
| ----------------- | ------------------ |
| Paraguay (SGP)    | 37                 |

### Classement de fin d'année
| Classement (2023)               | Position |
| ------------------------------- | -------- |
| Royaume-Uni Vinyl Singles (OCC) | 4        |